# 124 (število)
124 (stó štíriindvájset) je naravno število, za katero velja 124 = 123 + 1 = 125 - 1.

## V matematiki
- zelo sestavljeno število.
- vsota osmih zaporednih praštevil: 124 = 5 + 7 + 11 + 13 + 17 + 19 + 23 + 29.
- ne obstaja noben takšen cel x, da bi veljala enačba φ(x) = 124.
- sedmo nedotakljivo število, saj ne obstaja nobeno takšno celo število x, da bi bila vsota njegovih pravih deliteljev enaka 124.

## Drugo

### Leta
- 124 pr. n. št.
- 124, 1124, 2124